# AgustaWestland Project Zero
AgustaWestland Project Zero je technologický demonstrátor bezpilotního letounu s překlopnými rotory plně integrovanými do křídla (anglicky: fan-in-wing) s charakteristikami V/STOL.
Project Zero začal být vyvíjen společností AgustaWestland od prosince 2010. Podle výrobce trvala stavba prototypu jen půl roku. První upoutaný let byl uskutečněn v červnu 2011.
Veřejnosti byl projekt představen na výstavě Helicopter Association International (HAI) Heli-Expo 4. března 2013. Prototyp byl vystaven na Paris Air Show v červnu 2013.

## Konstrukce
Letoun má koncepci bezocasého letounu se směrovkami na koncích křídel a dalšími malými směrovkami na konci trupu. Křídlo pokračuje do trupu, který se při dopředném letu podílí na vztlaku (tzv. blended fuselage - splývající trup). Drak letounu byl postaven jen s využitím kompozitních materiálů.
Do křídel jsou integrována dmychadla s možností vyklopení v rozsahu 0°-90° umožňující pohyb vertikálně a při překlápění směrem v před.
Pohon je elektrický na akumulátory. Dle výrobce je možné použít letoun v prostředích s omezeným množstvím kyslíku, např. u aktivních sopek.
Konkrétní technické parametry, jako rozměry, hmotnost, nebo rychlost letu, nebyly zatím uveřejněny.

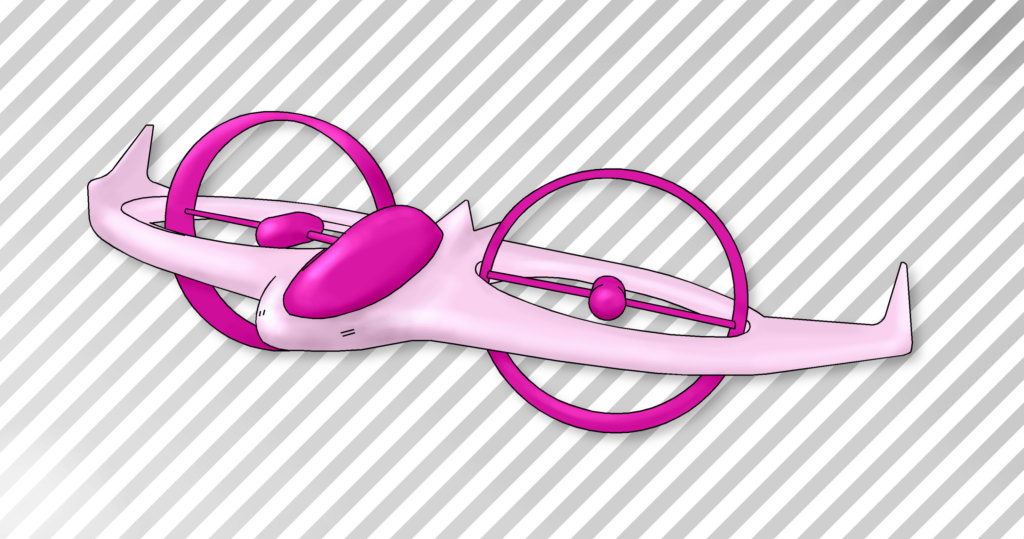
Náčrtek letounu
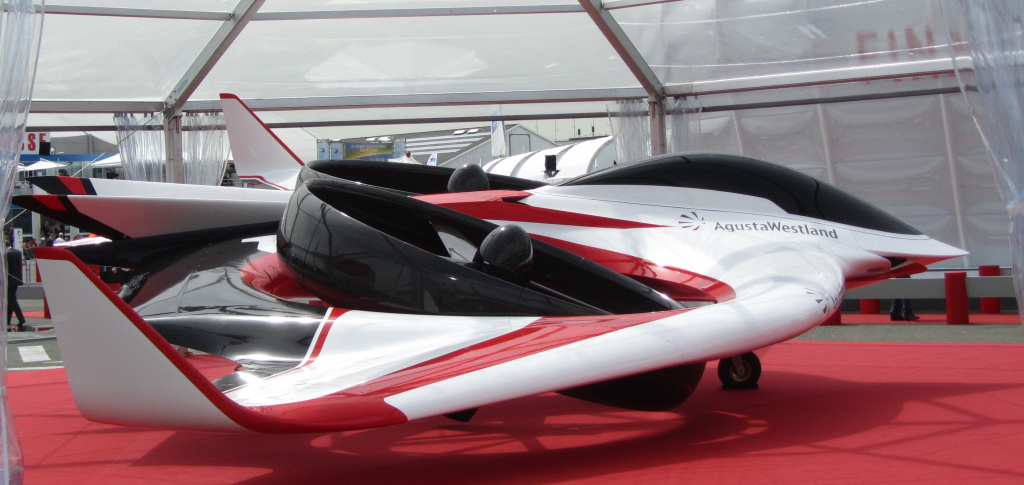
Celkový pohled z boku. Všimněte si naklopených dmychadel.
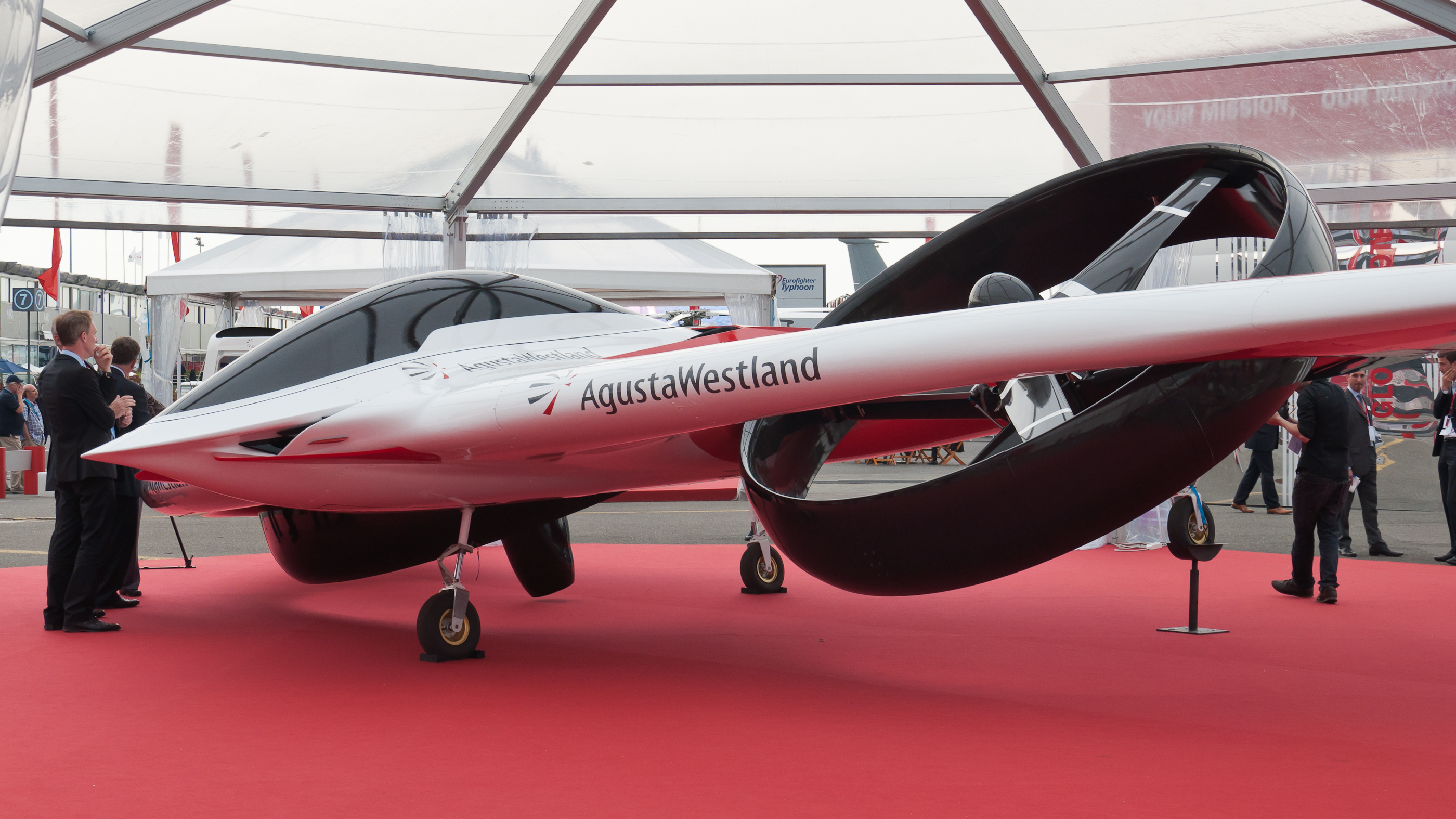
Detail na dmychadlo.